# Kanton Scionzier
Kanton Scionzier (fr. Canton de Scionzier) je francouzský kanton v departementu Horní Savojsko v regionu Rhône-Alpes. Skládá se ze čtyř obcí.

## Obce kantonu
- Marnaz
- Nancy-sur-Cluses
- Le Reposoir
- Scionzier